# Municipio de Kochville
El municipio de Kochville (en inglés: Kochville Township) es un municipio ubicado en el condado de Saginaw en el estado estadounidense de Míchigan. En el año 2010 tenía una población de 5078 habitantes y una densidad poblacional de 104,28 personas por km².

## Geografía
El municipio de Kochville se encuentra ubicado en las coordenadas 43°30′20″N 83°59′7″O / 43.50556, -83.98528. Según la Oficina del Censo de los Estados Unidos, el municipio tiene una superficie total de 48.69 km², de la cual 48,1 km² corresponden a tierra firme y (1,21 %) 0,59 km² es agua.

## Demografía
Según el censo de 2010, había 5078 personas residiendo en el municipio de Kochville. La densidad de población era de 104,28 hab./km². De los 5078 habitantes, el municipio de Kochville estaba compuesto por el 86,37 % blancos, el 7,96 % eran afroamericanos, el 0,55 % eran amerindios, el 2,82 % eran asiáticos, el 0,67 % eran de otras razas y el 1,63 % eran de una mezcla de razas. Del total de la población el 3,13 % eran hispanos o latinos de cualquier raza.
La renta media para una casa en el municipio era $ 42.545, y la renta mediana para una familia era $ 53.333.